# Wish - Soltanto un desiderio
(L'angelo dei desideri)
Wish - Soltanto un desiderio (Wish ～たったひとつの願い事～?, Wish - Tatta hitotsu no negaigoto) è un manga del 2005 di Mia Ikumi, pubblicato dalla casa editrice Kōdansha sulla rivista Nakayoshi. In Italia, la serie è stata pubblicata inizialmente da Play Press, bimestralmente, sul magazine Yatta! da febbraio a ottobre 2006 e raccolta in un volume unico a dicembre.

## Trama
Nei quattro capitoli vengono narrate le vicende di altrettante ragazze, ognuna legata alle altre da un filo conduttore: l'angelo dei desideri. Questa figura, rappresentata nei panni di una ragazza vestita alla marinaretta, con mantello e cappello da strega, accompagnata da un gatto nero, è molto nota tra le ragazze delle scuole medie: infatti, inviandole una e-mail, si viene richiamati e si può così esprimere un desiderio qualsiasi, che viene immediatamente realizzato. Non sempre il suo avverarsi porta alla felicità e due delle ragazze lo impareranno a proprie spese.

### Wish 1
Ai Nomoto è innamorata di Yamaguchi, un suo compagno di scuola, e le sue migliori amiche, Mai Kato e Rikako Sawaki, decidono di aiutarla affinché il ragazzo le chieda di mettersi con lui. Una notte restano a scuola, perché si dice che, sullo specchio situato sul pianerottolo, appaia l'indirizzo e-mail dell'angelo dei desideri: una volta annotato l'indirizzo, Rikako manda un messaggio all'angelo, che la richiama. La ragazza esprime così il desiderio che Yamaguchi chieda ad Ai di diventare la sua ragazza. La mattina successiva, il desiderio espresso si avvera, ma la felicità di Ai inizia a essere minacciata dalle attenzioni che Yamaguchi riserva a Rikako, finché sente il ragazzo confessare a Rikako di essere innamorato di lei. Ai, gelosa, decide quindi di telefonare all'angelo per esprimere il suo desiderio, ma le sue amiche la fermano, chiedendole di desiderare che i sentimenti di Yamaguchi ritornino ad essere quelli di prima. Ai, in un impeto di rabbia, dice alle due ragazze che vorrebbe che loro sparissero: l'angelo la sente e invia un mostro per mangiare le due ragazze. Grazie all'intervento di Yamaguchi, tutto si risolve per il meglio e le tre ragazze si riappacificano. Si scopre poi che anche Mai è innamorata di Yamaguchi e, delusa dal comportamento delle sue amiche, telefona all'angelo per chiedergli di realizzare il suo desiderio.

### Wish 2
La quattordicenne Misa Kinoshita si risveglia scoprendo di essere morta, ma non si ricorda come sia successo. Telefona quindi all'angelo dei desideri chiedendogli di riportarla in vita. Il desiderio viene concesso, a patto che lei riesca a baciare, entro la mezzanotte del giorno dopo, il 31 dicembre, il ragazzo che le piace, Saito. Il suo amico Akio, che la incontra per caso, decide di aiutarla. Poco prima del termine stabilito, quando Misa sta per essere baciata da Saito, vede dietro di lui un articolo di giornale che riporta la morte sua e di Akio per annegamento. La ragazza scappa e telefona all'angelo, scoprendo che anche lui ha espresso il desiderio di tornare in vita, purché riesca a baciare, entro la mezzanotte, Misa, di cui è innamorato. Accorgendosi di condividere i suoi stessi sentimenti, Misa, mentre scompare, lo bacia, facendolo resuscitare. Poco dopo, lei stessa ritorna in vita, perché il desiderio espresso da Akio era di poter stare sempre con lei, e quindi era necessario che anche Misa riacquistasse un corpo fisico.

### Wish 3
Ingenua e sognatrice, l'aspirante scrittrice Kumi Matsushita sembra meno matura dei suoi quattordici anni. La ragazza è innamorata di Kisarazu, un ragazzo che frequenta la sua scuola, ma che non conosce: i loro incontri sono limitati a pochi secondi all'ingresso ed all'uscita da scuola. Kumi confida tutti i suoi desideri, in forma di racconto, a un quaderno ma le sue amiche, scoperto il contenuto, la prendono in giro perché lei aveva usato nomi reali anziché di fantasia. In particolare, Kumi vorrebbe che Kisarazu diventasse piccolo, per poterlo portare a casa sua. Il ragazzo riprenderebbe poi le sue dimensioni normali una volta innamoratosi di lei. L'angelo realizza la sua volontà: Kumi si ritrova così a dover badare a Kisarazu, tenendolo nascosto e sopportando contemporaneamente i suoi capricci. Una mattina, mentre sta rubando gli appunti delle lezioni dalla classe del ragazzo, per permettergli di stare al passo con il programma, scopre che lui ha una ragazza, che è molto preoccupata perché lui non si fa sentire da troppo tempo. Intanto, Kisarazu è sempre più insofferente a quello stile di vita e leggendo il quaderno di Kumi, apprende che ciò che gli è successo è solo colpa della stessa Kumi, e le rinfaccia di essere un'egoista. Inoltre, a scuola Kumi scopre che la fidanzata di Kisarazu ha cominciato a rifiutare il cibo. Allora riconosce che il suo era un desiderio puramente egoistico, che ha causato solo problemi ed implora l'angelo di far tornare Kisarazu come era prima, nonostante egli non sia innamorato di lei. Tornata a casa, Kumi non lo trova e inizia a preoccuparsi, temendo che possa essergli successo qualcosa ma l'indomani a scuola si rassicura, nel vederlo assieme alla sua fidanzata. Pubblica infine la sua storia sul giornale della scuola, facendo pace con Kisarazu.

### Wish 4
L'angelo assiste allo scambio involontario dei cellulari tra Nana Aizawa e Keigo Wada e decide di vedere cosa succederà. Quando Keigo si accorge di avere con sé il cellulare sbagliato, telefona al proprio e parla con Nana, che scopre di avere moltissime cose in comune con lui, dal colore al cibo preferito, arrivando quasi a condividerne i pensieri. I due decidono di incontrarsi per scambiarsi di nuovo i cellulari, ma senza rivelarsi i rispettivi nomi, preferendo piuttosto fornirsi degli indizi che facilitino l'individuazione del luogo dove si trovano. Nana non riesce a raggiungere il posto indicatole da Keigo e gli telefona, ma, mentre parlano, la batteria si scarica e la ragazza riesce solo a dirgli che si trova vicino a un graffito che rappresenta un cane. Rendendosi conto che il graffito sul muro è un indizio completamente inutile, si reca in vari negozi alla ricerca di una batteria nuova per il cellulare, ma non riesce a trovarla. L'angelo le fa cadere ai piedi un altro cellulare, con il quale potrà chiamarlo ed esprimere il desiderio di vedere il misterioso ragazzo, ma Nana decide di non telefonare e ritorna vicino al graffito. Qui trova Keigo che la aspetta e le confessa di aver fatto lui stesso il graffito sul muro, ma nessuno aveva mai capito che si trattava di un cane. Aveva però pensato che, essendo loro due molto simili, forse lei poteva averlo capito. Si restituiscono i cellulari, ma quando lo riaccende Nana si rende conto che le si è cancellato il numero di Keigo.
Nonostante questo la ragazza decide di non perdersi d’animo e confida che il destino li faccia incontrare di nuovo prima o poi.

## Le origini di Wish
Le origini di Wish è una storia bonus che conclude il volume, con protagoniste le Mew Mew. Si apprende così che Wish è una miniserie in cui Zakuro Fujiwara interpreta l'angelo dei desideri, mentre Ichigo Momomiya è il suo gatto nero. Alla fine della storia, il produttore propone a Zakuro di recitare in una serie insieme a un coniglio: in quel momento, Berry Shirayuki starnutisce e si trasforma proprio in un coniglio, ma Mint Aizawa, Lettuce Midorikawa e Pudding Wong decidono che non vogliono che l'amica calchi le scene, mentre Ichigo si chiede perché, invece, lei è stata costretta.